# Spaziphora cincta
Spaziphora cincta är en tvåvingeart som först beskrevs av Friedrich Hermann Loew 1863.  Spaziphora cincta ingår i släktet Spaziphora och familjen kolvflugor. Inga underarter finns listade i Catalogue of Life.